# Патрульні катери типу «Есплораторе»
Патрульні катери типу «Есплораторе» (італ. "Esploratore" — укр. Дослідник) — являє собою серію з чотирьох прибережних патрульних катерів для ВМС Італії, призначений для патрулювання та пошуково-рятувальних операцій в прибережних водах.

## Історична довідка
Вони були спроектовані і побудовані спеціально для використання миротворчою місією багатонаціональних сил і спостерігачів (MFO) на Синаї у Червоному морі для контролю за дотриманням Єгиптом забезпечення свободи судноплавства в протоках, як це передбачено згідно з Ізраїльсько-Єгипетським мирним договором. Місія полягає в тому, щоб гарантувати свободу судноплавства в Тиранській протоці, захищати людські життя на морі і захист морського середовища. У порівнянні з класом «Альбер», який вони замінили, ці кораблі мають меншу водотоннажність, збільшену швидкість, більшу дальність і зниження вимог до екіпажу на 40%.

## Катери
| Esploratore | P 405 | 195 | Istria, Кадімаре Ла-Спеція    | 14 лютого 1995 | 4 листопада 1996  | 14 липня 1997 |
| Sentinella  | P 406 | 196 | Istria, Кадімаре Ла-Спеція    | 14 лютого 1995 | 13 листопада 1997 | 10 липня 1998 |
| Vedetta     | P 407 | 197 | CLEMNA, Кадімаре Ла-Спеція    | 14 лютого 1995 | 11 січня 1997     | 29 липня 1999 |
| Staffetta   | P 408 |     | SIMAN Srl, Кадімаре Ла-Спеція | 24 травня 1997 | 12 січня 2001     | 6 липня 2005  |